# Edwardsiella andrillae
Edwardsiella andrillae è un anemone di mare dell'Oceano Antartico scoperto sotto la piattaforma di ghiaccio di Ross nel Mare di Ross in Antartide e descritto per la prima volta nel 2013. È l'unica specie conosciuta del genere Edwardsiella in Antartide e vive nei canali d'acqua sul fondo della piattaforma di ghiaccio.

## Caratteristiche

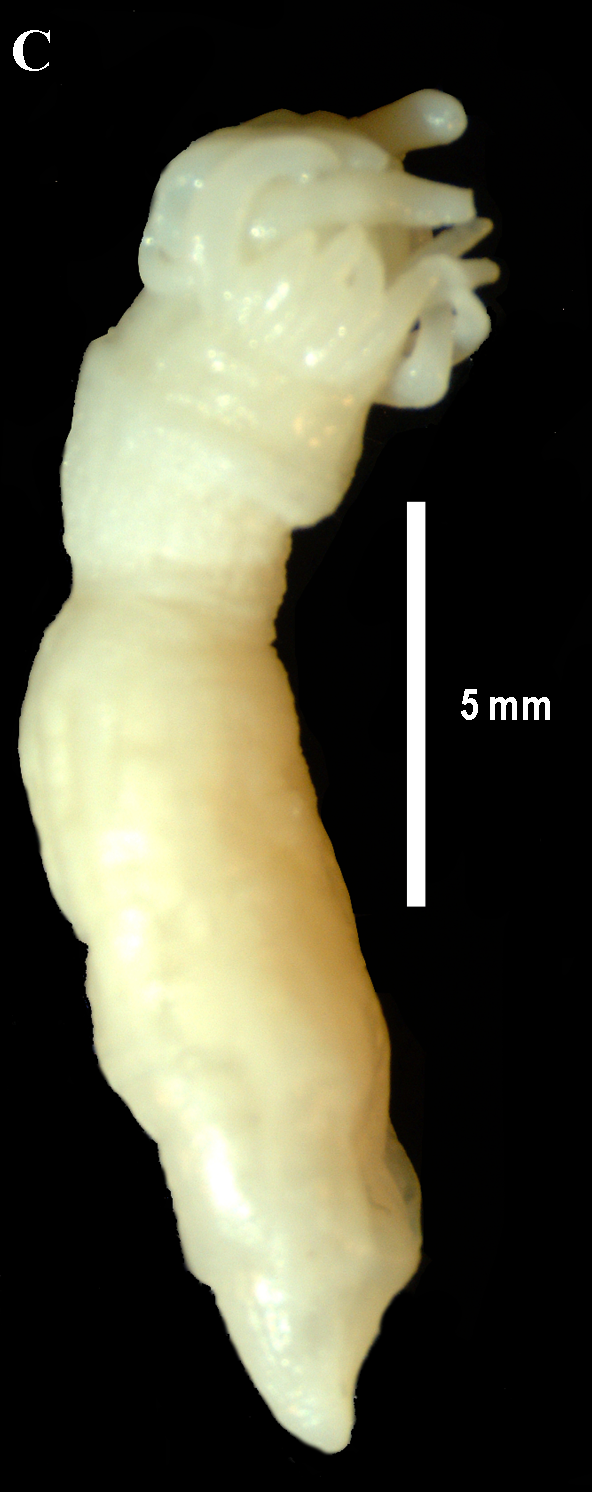
Edwardsiella andrillae, polpo contratto

Edwardsiella andrillae è un anemone di mare che vive nei ghiacci marini sotto forma di polipo sessile. Si differenzia dalle altre specie del genere principalmente per il numero di tentacoli e per la dimensione e la disposizione delle cellule urticanti. Le specie del genere Edwardsiella sono polipi allungati con un lungo gambo (scapo) e un capolino che porta i tentacoli, presenti in 6 numeri. I tentacoli sono solcati e le cellule urticanti si trovano solitamente nei solchi.
Edwardsiella andrillae ha un corpo lungo con 20 sino a 24 tentacoli che si assottigliano verso l'estremità. I tentacoli interni sono notevolmente più lunghi di quelli esterni. Sia lo scapo che i tentacoli sono di colore bianco traslucido e sono privi di periderma. Quando contratto, il corpo è lungo da 16 a 20 millimetri e ha un diametro di 6 millimetri. Edwardsiella andrillae differisce dall'unica altra specie del genere dell'emisfero australe, Edwardsiella ignota del Cile, per la disposizione delle cellule urticanti.

## Distribuzione
Edwardsiella andrillae è finora conosciuta solo da campioni prelevati dalla parte inferiore della piattaforma di ghiaccio di Ross nel Mare di Ross antartico. Gli animali vivono sul fondo di uno strato di ghiaccio spesso dai 250 ai 260 metri, sotto il quale si trova uno strato d'acqua profondo circa 40 metri fino al fondale marino. È l'unica specie conosciuta del genere nell'Oceano Antartico e nella regione antartica; dell'emisfero australe è conosciuta solo Edwardsiella ignota della costa cilena. Inoltre, solo altre due specie degli Edwardsiidae sono conosciute dall'Antartide, Edwardsia meridionalis (Williams 1981) e Scolanthus intermedius (McMurrich 1893).

## Stile di vita
Edwardsiella andrillae, come gli altri anemoni di mare, è sessile ed è la prima specie conosciuta di anemone di mare a vivere nel ghiaccio; altre specie antartiche vivono sulle rocce o in substrati morbidi sul fondo del mare. Si trova con la maggior parte del corpo nei canali di ghiaccio sul lato inferiore della piattaforma di ghiaccio, da cui solo la corona di tentacoli sporge nell'acqua di mare sotto il ghiaccio.
A causa del materiale molto limitato e delle difficili possibilità di osservazione, lo stile di vita e gli adattamenti fisiologici della specie alla vita nel ghiaccio sono in gran parte sconosciuti. Mentre altri polipi scavano i propri tubi viventi estraendo le parti basali o utilizzando i tentacoli, queste due opzioni sono piuttosto inadatte per i canali di ghiaccio. Adattamenti fisiologici alle temperature estremamente basse, come quelli conosciuti negli artropodi come Mesenchytraeus solifugus, non possono essere dimostrati in Edwardsiella andrillae.
In un'analisi del 2016, il microbioma della specie è stato analizzato utilizzando cinque individui per esaminarne l'importanza nell'adattamento allo stile di vita. È stato identificato un microbioma relativamente povero di specie, composto da rappresentanti di sette ceppi batterici ed è dominato da Proteobacteria o Tenericutes. Inoltre, la sua composizione è relativamente variabile tra gli individui esaminati e, ad eccezione di un parente dell'Acinetobacter, differisce significativamente da quella di altri anemoni di mare delle regioni marine temperate e tropicali. Allo stesso tempo, mostra alcune somiglianze con il microbioma del corallo molle Alcyonium antarcticum, che vive anche in Antartide, in particolare la presenza di Gammaproteobatteri. Non è stato possibile effettuare detrazioni per lo stile di vita.

## Storia della scoperta

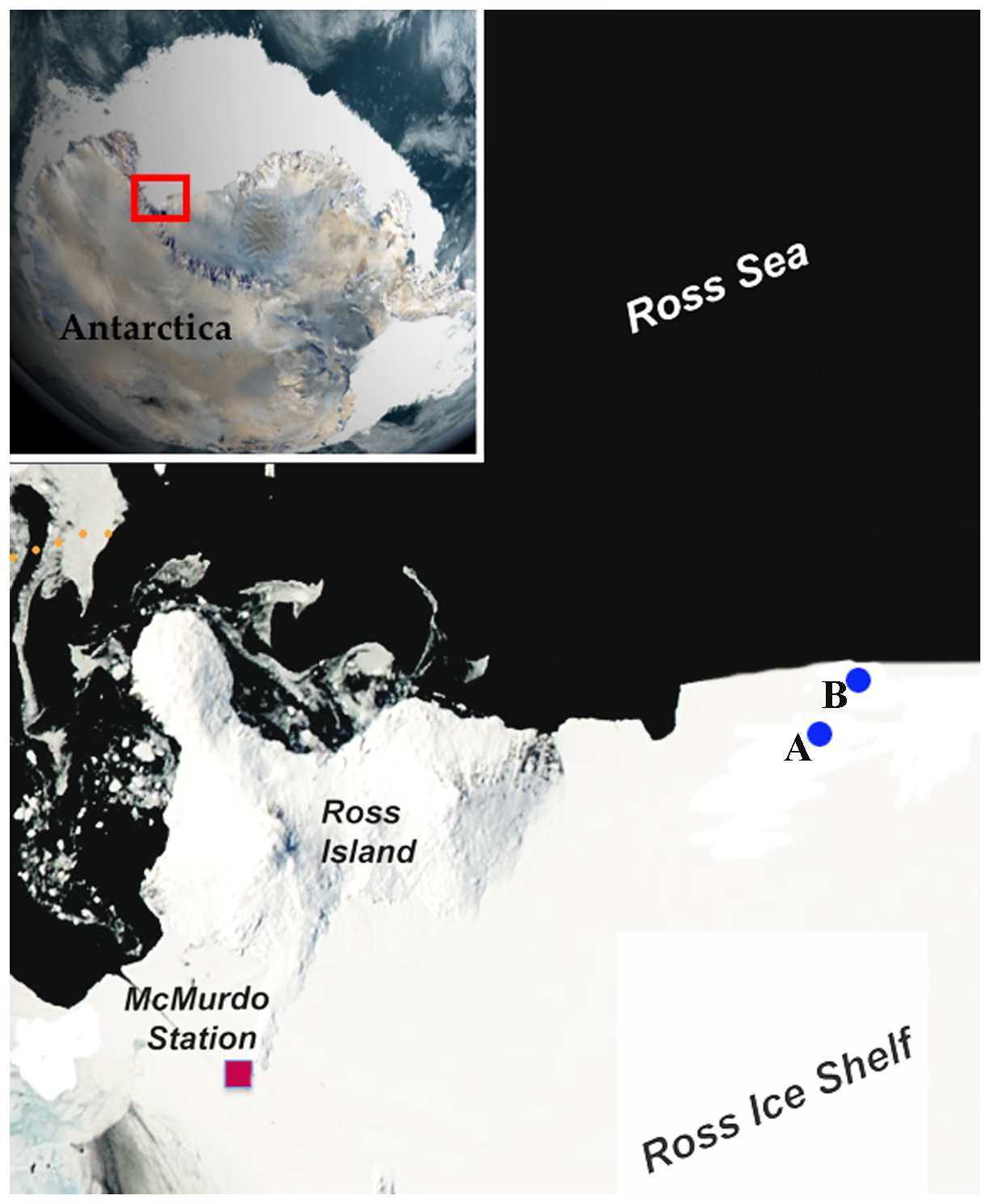
Posizioni di raccolta nella Ross Ice Shelf per Edwardsiella andrillae

Edwardsiella andrillae è stata scoperta durante il Coulman High Project (CHP) come parte del progetto di ricerca ANDRILL (ANtarctic geologic DRILLing), finanziato dalla National Science Foundation degli Stati Uniti, dall'Office of Polar Programs, e in Nuova Zelanda dalla NZ Foundation for Research, Science. Dal 2010 al 2011, il programma è stato dedicato all’esplorazione di questo habitat inaccessibile e in gran parte inesplorato sotto il ghiaccio marino. Gli animali sono stati scoperti dal Submersible Capable of Under-Ice Navigation and Imaging (SCINI), un sommergibile da ricerca automatico calato attraverso un buco nel ghiaccio in due punti. Con l'aiuto delle telecamere SCINI, è stata filmata in due luoghi un'area sotto il ghiaccio ricoperta di polipi di Edwardsiella andrillae .
Con l'aiuto di un afferratore e raccoglitore improvvisato attaccato allo SCINI, più di 20 individui sono stati rimossi dal ghiaccio e raccolti. A tale scopo, l'acqua calda è stata pompata dalla superficie del ghiaccio attraverso un tubo alla pinza per consentire la rimozione degli animali dal ghiaccio. Gli individui sottoposti a decapaggio con etanolo sono stati trasportati in elicottero alla stazione McMurdo per l'esame e la conservazione in formalina.

## Sistematica
Edwardsiella andrillae è stata descritta nel 2013 come una specie separata del genere Edwardsiella dai ricercatori Marymegan Daly, Frank Rack e Robert Zook. Le specie del genere Edwardsiella sono assegnate agli Edwardsiidae, che è composto da numerose specie di anemoni di mare sessili e scavatori in numerosi habitat costieri, comprese fosse profonde o estuari ipo-ipersalini.
Il nome della specie andrillae prende il nome dal programma di ricerca Antarctic Drilling ANDRILL, nell'ambito del quale sono stati trovati i polipi.